# Eskilsäters kyrka

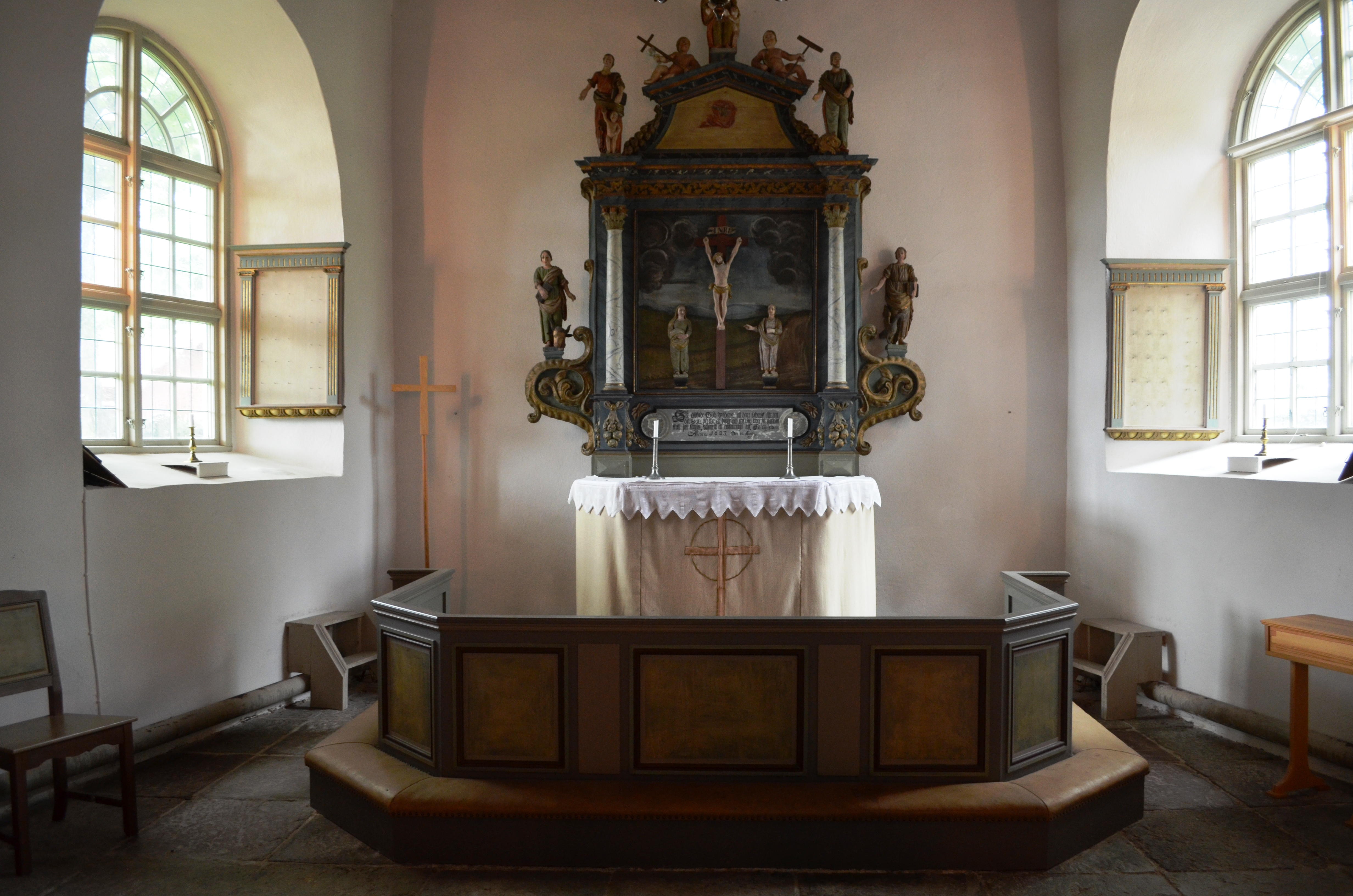
Eskilsäter kyrkas Altare

Eskilsäters kyrka är en kyrkobyggnad som tillhör Södra Värmlandsnäs församling i Karlstads stift. Kyrkan ligger i Eskilsäters socken i södra delen av halvön Värmlandsnäs, omkring två och en halv mil sydost om Säffle.

## Kyrkobyggnaden
Kyrkan har en stomme av sten och består av ett långhus med tresidigt kor i öster. Vid långhusets västra kortsida finns ett kyrktorn vars nedre del är av gråsten och övre del av tegel. Vid långhusets södra sida finns ett vidbyggt gravkor som numera fungerar som sakristia. Innerväggar och ytterväggar är vitputsade och genombryts av rundbågiga fönsteröppningar. Långhuset täcks av ett skifferklätt sadeltak. Kyrktornet har en klockformad kopparklädd tornhuv som kröns med en åttakantig öppen lanternin och en spetsig tornspira. Kyrkorummet är enskeppigt och täcks av ett ljusblått tunnvalv av trä.

### Tillkomst och ombyggnader
Kyrkan uppfördes troligen vid slutet av 1100-talet. Under senmedeltiden tillkom ett ofullbordat kyrktorn. Vid senare delen av 1600-talet förlängdes kyrkan åt öster med nuvarande tresidiga kor. Gamla långhusets väggar höjdes upp med sten och timmer. Ett gravkor med två våningar uppfördes vid långhusets södra sida. Nedervåningen inreddes till gravkor för ätten Silfverswärd, medan övervåningen inreddes till herrskapsläktare och hade ett öppet valv till kyrkorummet. Vid mitten av 1700-talet skänktes gravkoret till församlingen och inreddes till sakristia. 1818 belades kyrktaken med skiffer som ersatte tidigare takbeläggning av träspån. 1896 uppfördes kyrktornets överdel av tegel. Kyrkklockorna flyttades upp i tornet och tidigare klockstapel av trä revs.

## Inventarier
- Dopfunten av täljsten är från 1200-talet och sannolikt ett norskt arbete.
- Altaruppsatsen är från 1683. Tillhörande altartavla är målad 1763 av Hans Georg Schüffner.
- Predikstolen med baldakin är tillverkad 1683.
- I tornrummet finns ett museum inrättat 1952. Här förvaras resterna av ett krucifix från 1300-talet. Här finns även en timvisare från 1700-talet i täljsten.

### Orgel
Orgeln byggdes 1820 av Johan Ewerhardt den yngre, Stockholm för Södra Ny kyrka, där den emellertid ersattes på 1860-talet av en annan orgel. Instrumentet inköptes då av orgelspelaren O P Kollberg,  Millesvik, som lät placera den i Eskilsäters kyrka 1876/1877. Den gjorde där tjänst fram till 1930, då den var i så dåligt skick, att den ersattes av ett pedalharmonium. Orgeln undersöktes av experter 1948 och de rekommenderade att den skulle renoveras. Uppdraget gick till Bröderna Moberg, som restaurerade orgeln 1949 genomgripande. Den återinvigdes 1949 och placerades då på läktaren. Orgeln kom ofta att användas vid Radiotjänsts helgmålsböner. En ny renovering blev aktuell vid millennieskiftet och uppdraget gick till Nye orgelbyggeri AB, som återställde instrumentet i ursprungsskick, genom att ta bort olika tillsatser och nytillverka två stämmor. Orgeln nyinvigdes 1999 och har nu tio stämmor fördelade på manual och bihangspedal. Orgeln är mekanisk.
| Manual        | Pedal   |
| Gedackt 8'    | Bihängd |
| Fugara 8'     |         |
| Principal 4'  |         |
| Flöjt 4'      |         |
| Qvinta 3 '    |         |
| Oktava 2'     |         |
| Scharf 2 chor |         |
| Trumpet 8'    |         |

#### Diskografi
- Orgelklenoder i Nyed, Sundals Ryr och Eskilsäter / Torén, Marcus, orgel. Nosag Records Nosag CD 132. 2007. - Inspelat 2006.

## Kyrkogården
Omgivande kyrkogård har sina äldsta delar söder och väster om kyrkan och är troligen anlagda under tidig medeltid. 1859 utvidgades kyrkogården åt väster och 1961 utvidgades den åt söder. I kyrkogårdens sydöstra hörn finns en likbod som är byggd 1960. Väster om kyrkogården finns en servicebyggnad för vaktmästarna uppförd på 1980-talet.

## Bildgalleri

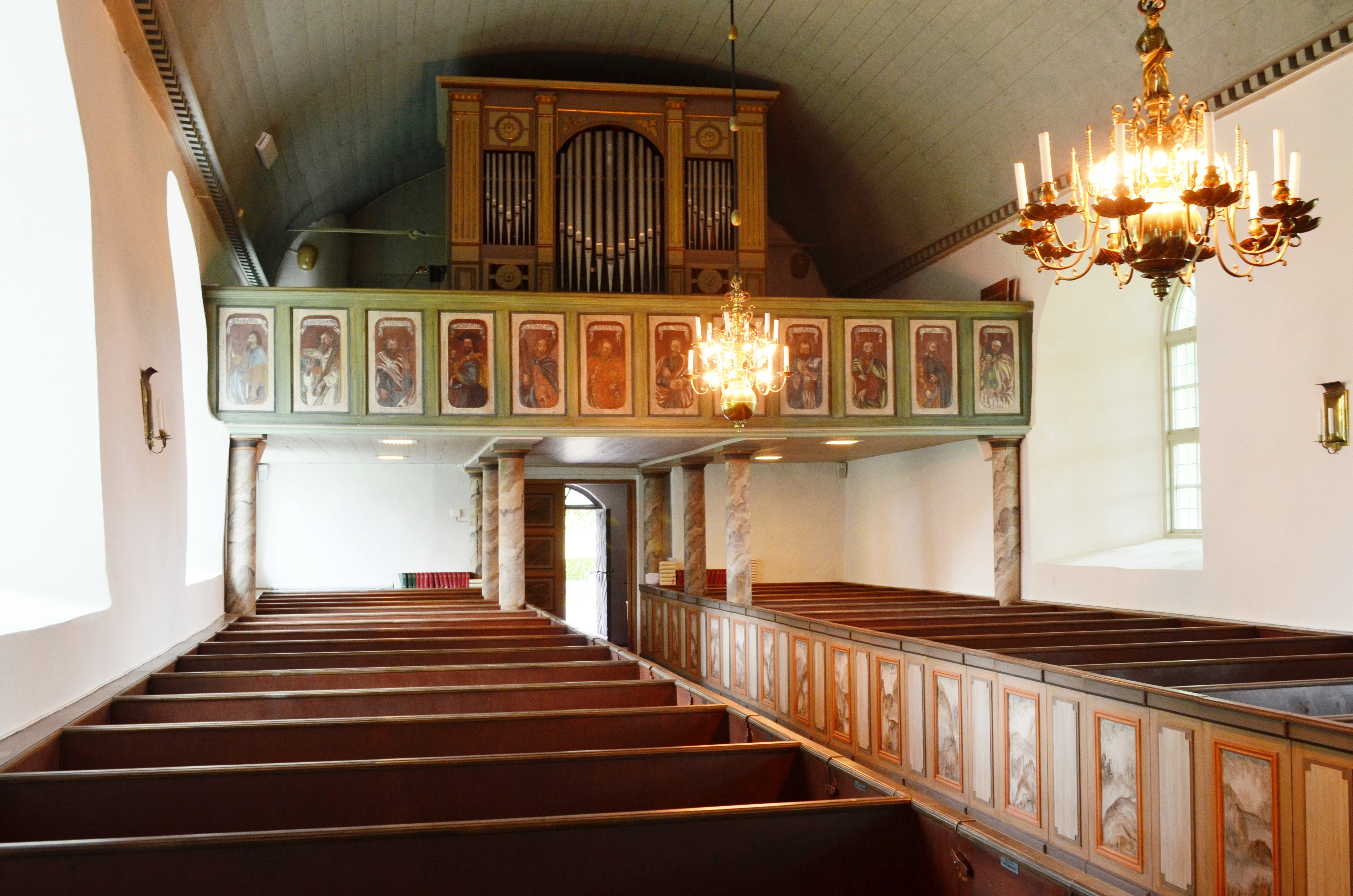
Eskilsäter kyrkas kyrkorgel
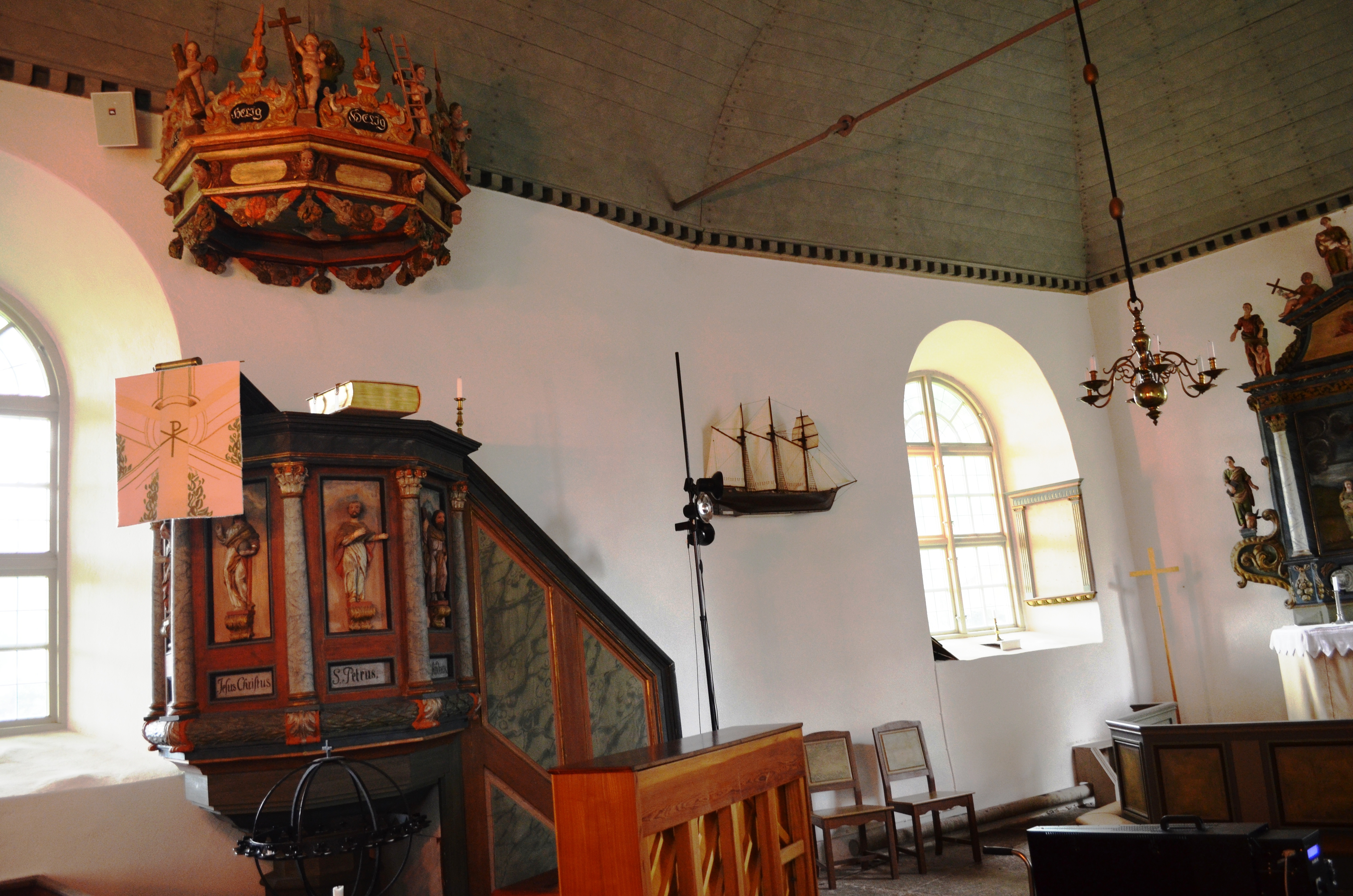
Eskilsäter kyrkas predikstol
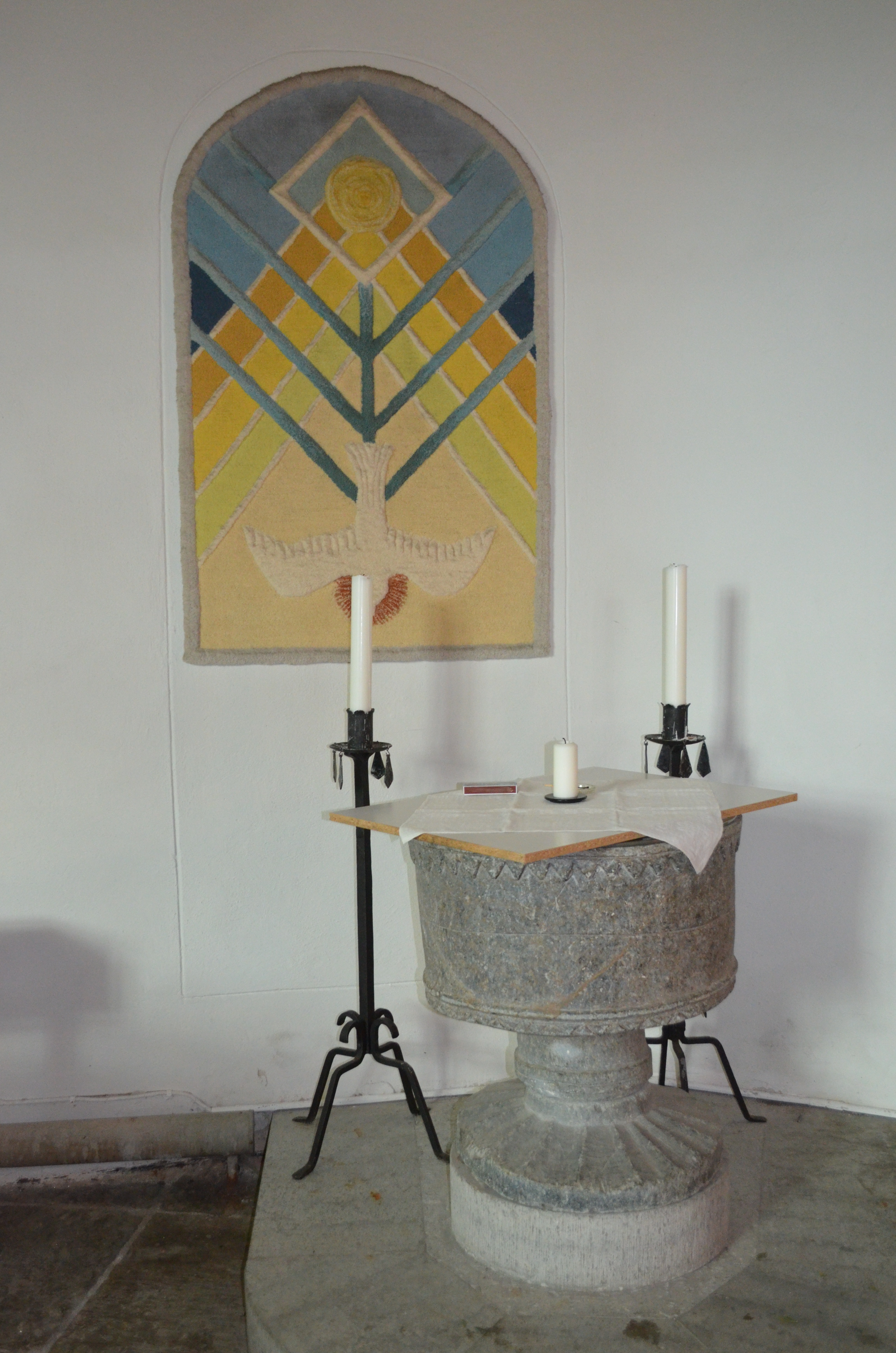
Eskilsäter kyrkas dopfunt
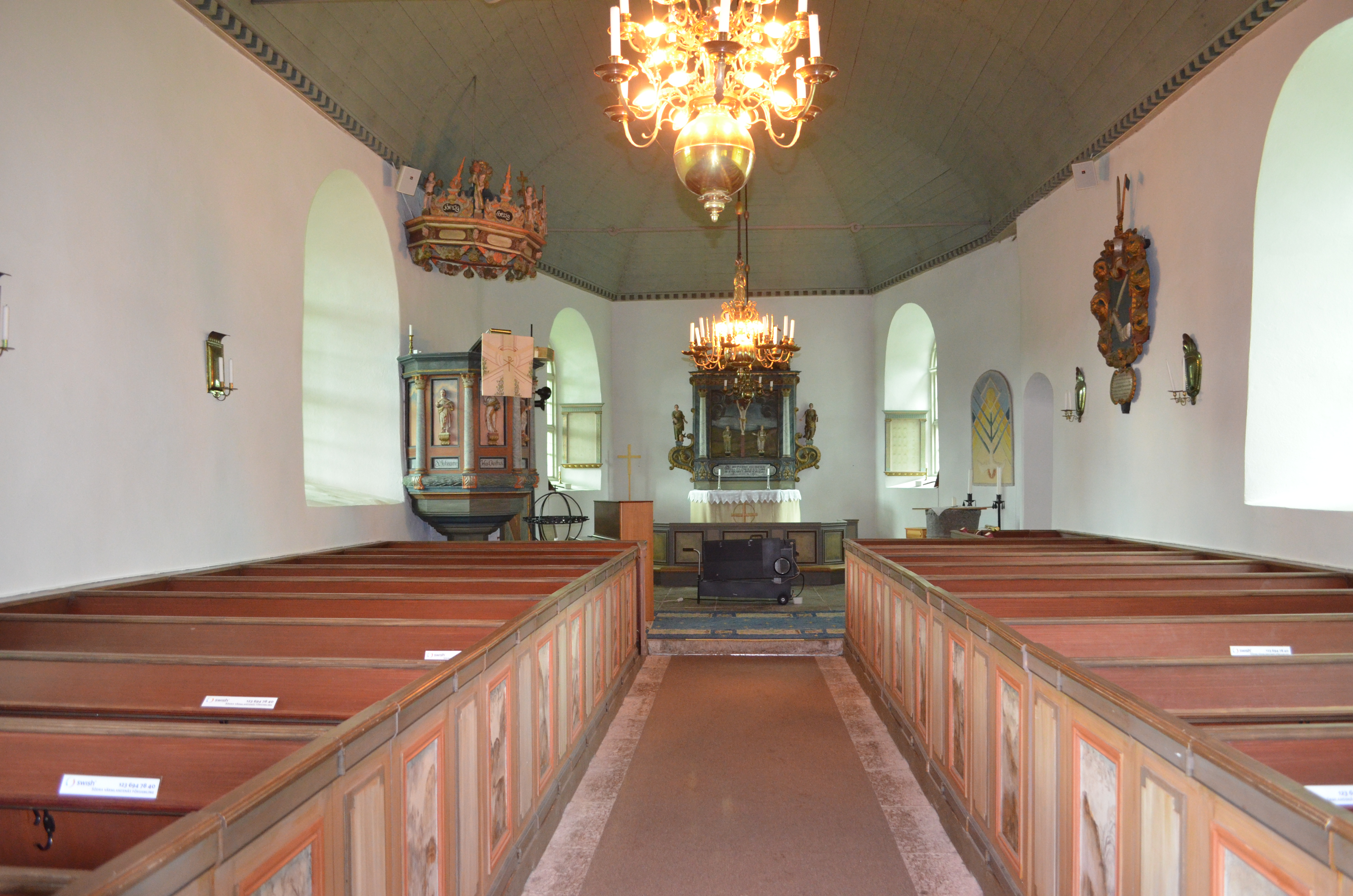
Eskilsäter kyrkas kyrksal